# FV Löchgau
Der FV Löchgau (vollständiger Name: Fußballverein Löchgau 1946 e. V.) ist ein Fußballverein aus dem württembergischen Löchgau. Der Verein wurde am 16. November 1946 gegründet. Die Frauenmannschaft spielte von 2008 bis 2012 in der 2. Bundesliga Süd. Die Männer spielen in der Landesliga.

## Frauen
Im Jahre 1980 wurde eine Abteilung für Frauen- und Mädchenfußball gegründet. 2005 wurden die Frauen des FV Löchgau erstmals Meister der Oberliga Baden-Württemberg. Da der Verein keine Lizenz für die 2. Bundesliga beantragte, durfte die Mannschaft jedoch nicht an den Aufstiegsspielen teilnehmen. 2006 wurde der Gewinn der Oberligameisterschaft wiederholt. Nachdem man in der Aufstiegsrunde am SC Regensburg gescheitert war, spielte die Frauenmannschaft des Vereins seither in der Regionalliga Süd. 2008 schließlich schaffte die Mannschaft den Aufstieg in die 2. Bundesliga. In der Saison 2011/12 stieg die Mannschaft aus der 2. Bundesliga wieder ab und mussten 2018 den Gang in die Oberliga antreten. In der Folgezeit setzte sich der Abwärtstrend fort, was 2023 zum Abstieg in die Verbandsliga führte. Aufgrund der fehlenden Nachwuchsarbeit und versäumten Neuverpflichtung von Spielerinnen gab der Vorstand am 6. März 2024 die Abmeldung der letzten Frauenmannschaft bekannt.

### Erfolge
- Meister der Regionalliga Süd 2008
- Meister der Oberliga Baden-Württemberg 2005, 2006
- Württembergischer Pokalsieger 2006, 2008
- Württembergischer Hallenmeister 2002

## Männer
Die erste Herrenmannschaft des FV Löchgau spielte 2016/17 für eine Saison in der Verbandsliga Württemberg. Aktuelle Spielklasse ist die Landesliga.
In der Saison 2015/16 wurden die Herren Meister der Landesliga Staffel 1 und stiegen zum ersten Mal in ihrer Geschichte in die Verbandsliga auf. Allerdings rutschte man am letzten Spieltag auf einen direkten Abstiegsplatz ab, so dass die Klasse nicht gehalten werden konnte.
Im Folgejahr, der Saison 2017/18, konnten sich die Herren des FV Löchgau den Relegationsplatz sichern und stiegen nach mehreren Relegationsspielen wieder in die Verbandsliga auf.

### Erfolge
- Meister der Landesliga Württemberg (Staffel 1) 2016
- Meister in der Bezirksliga Enz/Murr 2007

## Jugend
Bekanntheit über den Bezirk hinaus erlangte der FV Löchgau auch durch seine Jugendarbeit. Mit Julian und Robin Schuster, Marco Pischorn und Benedikt Röcker wechselten bereits vier ehemalige Löchgauer Spieler in den Profibereich. Ein weiterer großer Erfolg gelang im Frühjahr 2008. Mit Jana Blessing stellt der FV Löchgau zum ersten Mal eine Auswahlspielerin im Juniorenbereich beim DFB.
In der Saison 2018/19 wurden die B-Juniorinnen des FV Löchgau mit Trainer Marco Bärschneider Meister der EnBW-Oberliga Baden-Württemberg. In der Relegationsrunde setzte man sich gegen die MSG Bad Vilbel (1:1) und den TSV Schwaben Augsburg (3:2) durch und spielt somit in der Saison 2019/20 zum ersten Mal in der B-Juniorinnen Bundesliga Süd/Südwest. In der Saison 2022/2023 konnten die B-Juniorinnen nochmals den 3. Platz der ENBW-Oberliga Baden-Württemberg erreichen. Danach wurde die Mannschaft mangels Spielerinnen vom Spielbetrieb abgemeldet.

## Ehemalige Spieler (Auswahl)
- Marco Pischorn, Spieler beim Oberligisten SGV Freiberg, ehemals beim Drittligisten Preußen Münster,  VfB Stuttgart II und SV Sandhausen
- Benedikt Röcker, Spieler bei Bröndby Kopenhagen, ehemals SpVgg Greuther Fürth, VfB Stuttgart und VfB Stuttgart II
- Julian Schuster, Spielführer beim Bundesligisten SC Freiburg, ehemals VfB Stuttgart II
- Robin Schuster, ehemaliger Spieler bei SG Sonnenhof Großaspach, SC Freiburg und VfB Stuttgart II